# Flupyradifuron
Flupyradifuron ist eine chemische Verbindung aus der Gruppe der Butenolide, die als Insektizid wirksam ist.

## Entwicklung
Die Verbindung wurde bei Bayer CropScience ausgehend von dem Naturstoff Stemofolin, einem Alkaloid von Stemona japonica, entwickelt.

## Wirkung
Flupyradifuron ist wie die Neonicotinoide ein nAChR-Agonist, der die nikotinischen Acetylcholinrezeptoren dauerhaft öffnet und so die chemische Signalübertragung stört. Es ist bienengefährlich, allerdings weniger als die meisten anderen Neonicotinoide.

## Zulassung
In einigen Staaten der EU, unter anderem in Deutschland (seit November 2015) und Österreich (seit Mai 2019), sind Pflanzenschutzmittel mit diesem Wirkstoff zugelassen, nicht jedoch in der Schweiz.

## Handelsnamen
- Lizetan plus, Sanium, Sivanto